# 像 (數學)
在数学中，像（image）又称像点、镜像，是一個跟函数相關的用語；简言之，就是当元素{\displaystyle x}可映射至元素{\displaystyle y}，则{\displaystyle y}是{\displaystyle x}的“像”，而{\displaystyle x}为{\displaystyle y}的“原像”（inverse image）。

## 像的定義
令{\displaystyle f:X\to Y}是一由定義域{\displaystyle X}映射至到达域{\displaystyle Y}的函數。
若{\displaystyle x_{0}}是定義域{\displaystyle X}的元素，則{\displaystyle x_{0}}在{\displaystyle f}之下的“像”為{\displaystyle f(x_{0})}。
若{\displaystyle U}是定義域{\displaystyle X}的子集，則{\displaystyle U}在{\displaystyle f}之下的“像”為
{\displaystyle \{f(x):x\in U\}}，記做{\displaystyle f[U]}或{\displaystyle f(U)}。(參見集合建構式符號)
{\displaystyle f(X)}又稱為函數{\displaystyle f}的值域。

## 原像
令{\displaystyle f}是一由定義域{\displaystyle X}映射至到达域{\displaystyle Y}的函數。
設{\displaystyle V}是到达域{\displaystyle Y}的子集，{\displaystyle V}在{\displaystyle f}之下的“原像”便是
{\displaystyle f^{-1}(V)=\{x\in X:f(x)\in V\}}

## 备注
1. ↑  按全国科学技术名词审定委员会的定义，“像”是指用模仿、比照等方法制成的人或物的形象，也包括光线经反射、折射而形成的与原物相同或相似的图景；“象”是指自然界、人或物的形态、样子。